# Kuszkusz (étel)
A kuszkusz hántolt őröletlen, vagy durvára őrölt durumbúzából készült, berber eredetű étel. Főleg az arab gasztronómiában használják köretként, habár mára világszerte népszerűvé vált. Kukoricából, kölesből és sovány birkahúsból, vöröshagymával, fokhagymával, paradicsommal készült egytálételt is jelent. Gyakran erős fűszermártással fogyasztják.

## A kuszkusz mint alapanyag
A kuszkuszételhez hasonlóan az annak elkészítése során felhasznált legfőbb alapanyag neve is kuszkusz. A kuszkusz (mint alapanyag) alapját többnyire búza-, árpa-, zab-, köles- és kukoricadara adja. Eredetileg a mainál kevésbé hatékony, malomköves őrlés melléktermékeként keletkezett daraszemeket gőzölték, majd víz és liszt hozzáadása mellett kézzel kb. 3 mm-es galacsinokká sodorták, majd leszitálták. Ezeket a nagyon apró daraszemeket vonják be durumbúzából készült liszttel. Elkészítése a bulgurhoz hasonlóan, csupán forró vízzel leöntve, fedő alatt állni hagyva történik.

## Képek

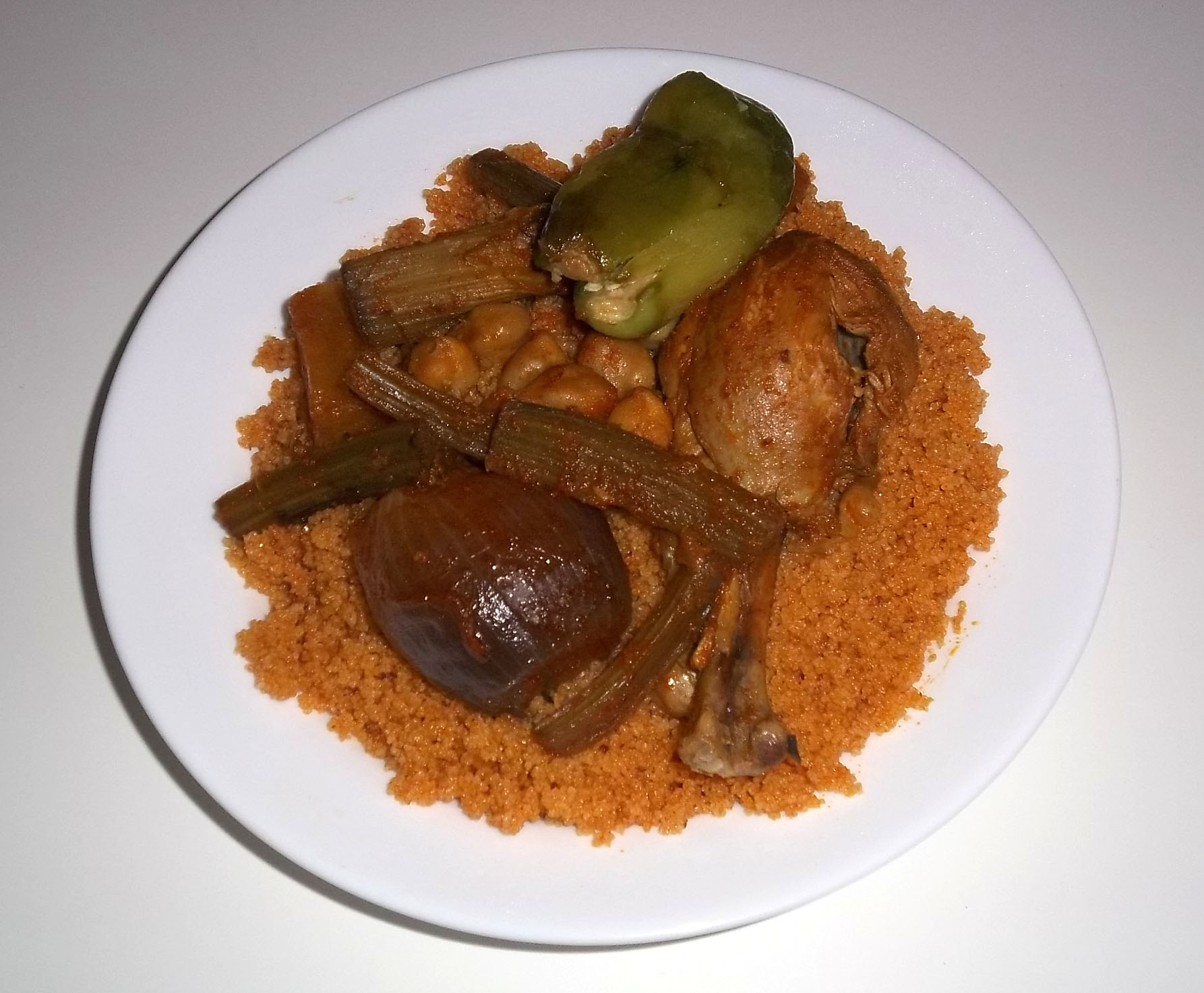
Tunéziai csirkés kuszkusz
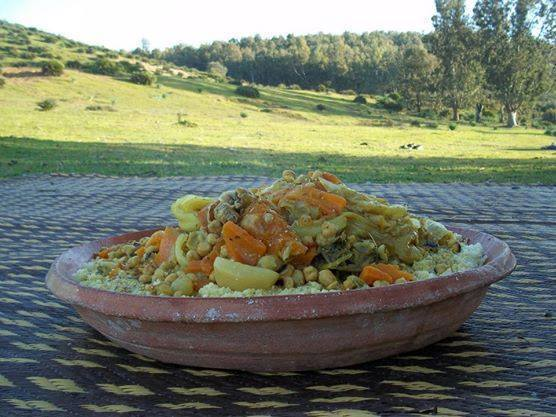
Hagyományos marokkói kuszkusz
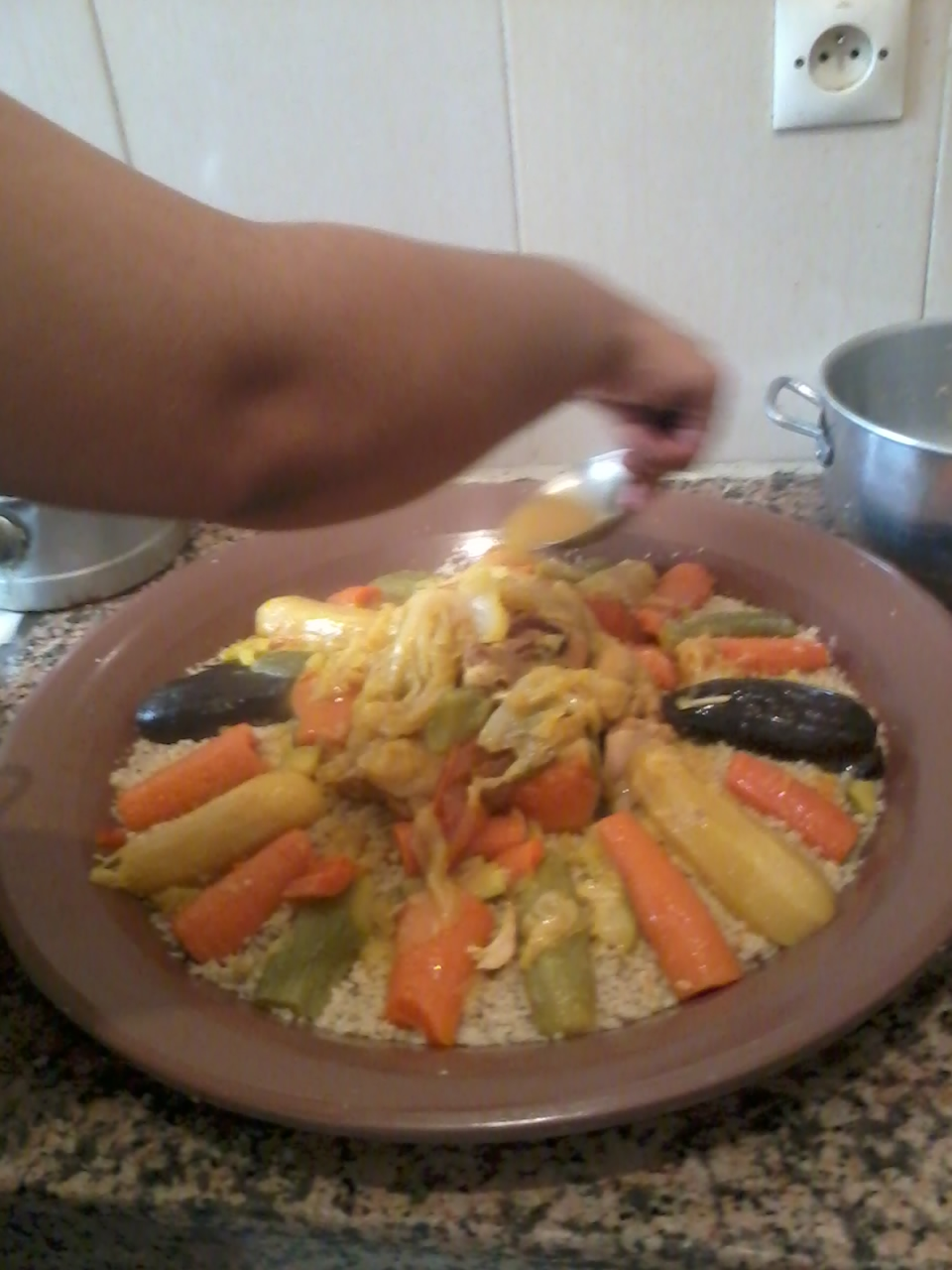
Házi készítésű marokkói kuszkusz
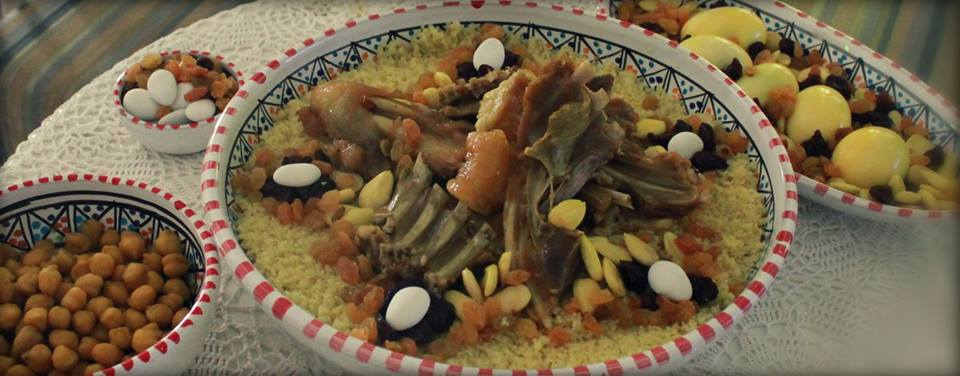
Tunéziai kuszkusz
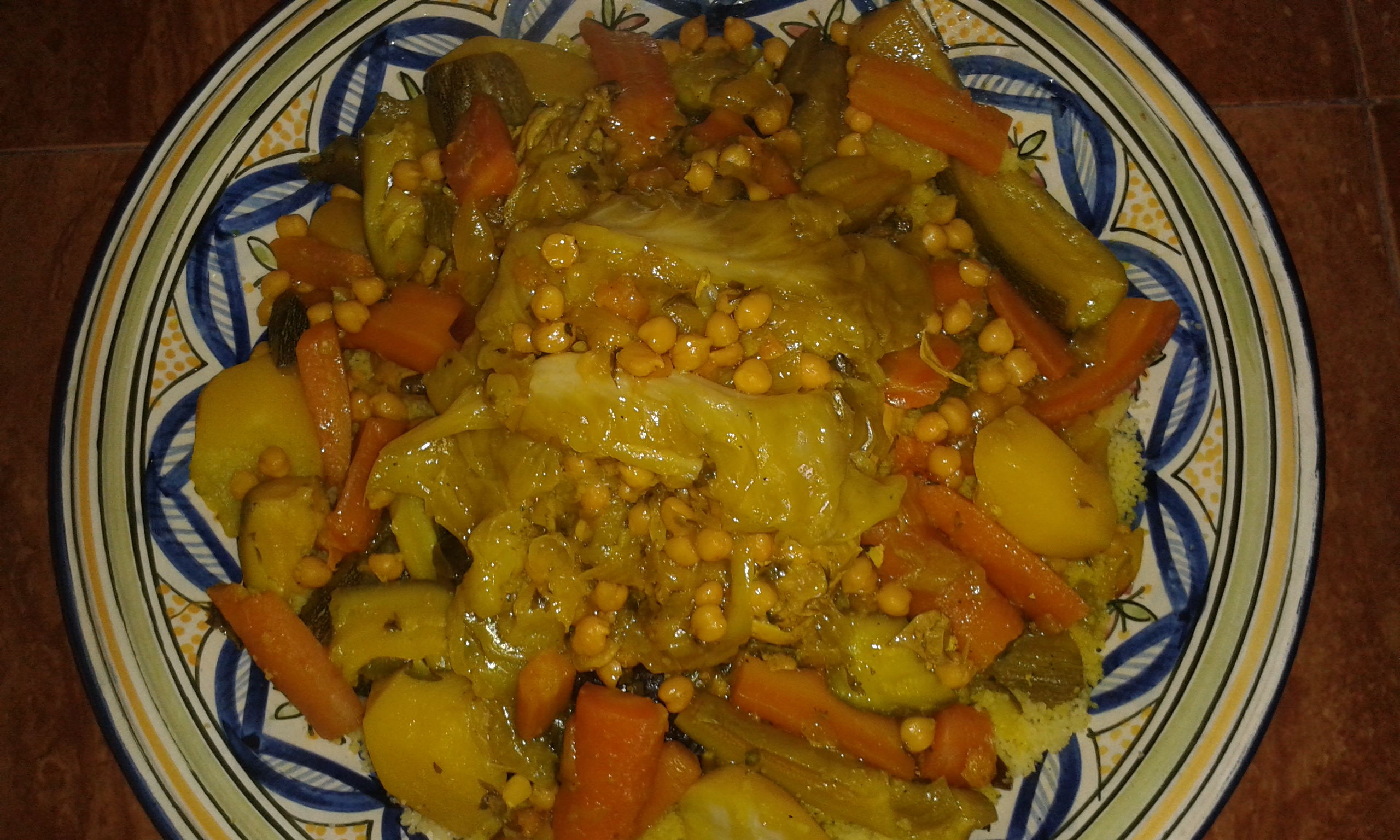
Marokkói kuszkusz
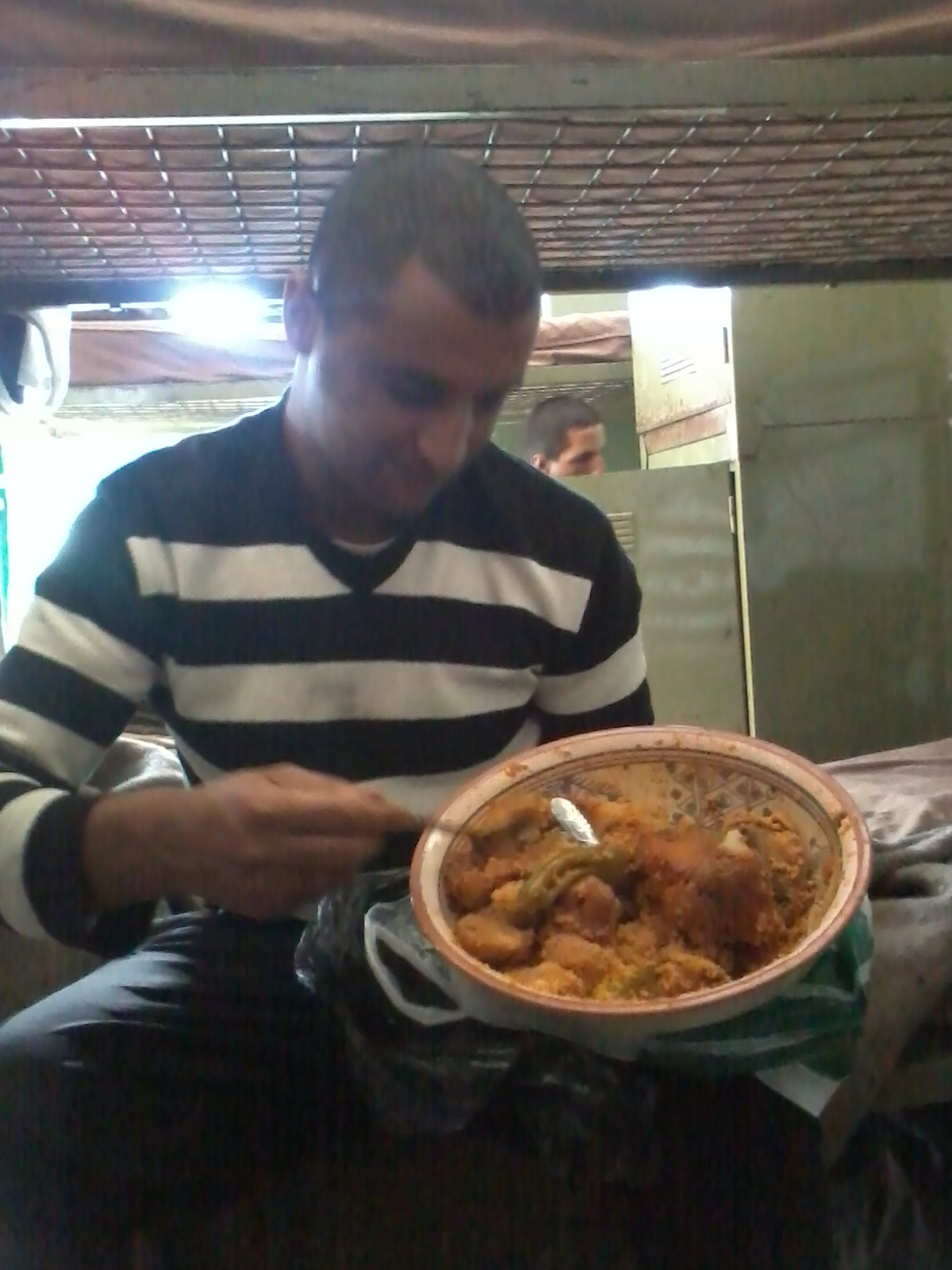
Tunéziai kuszkusz
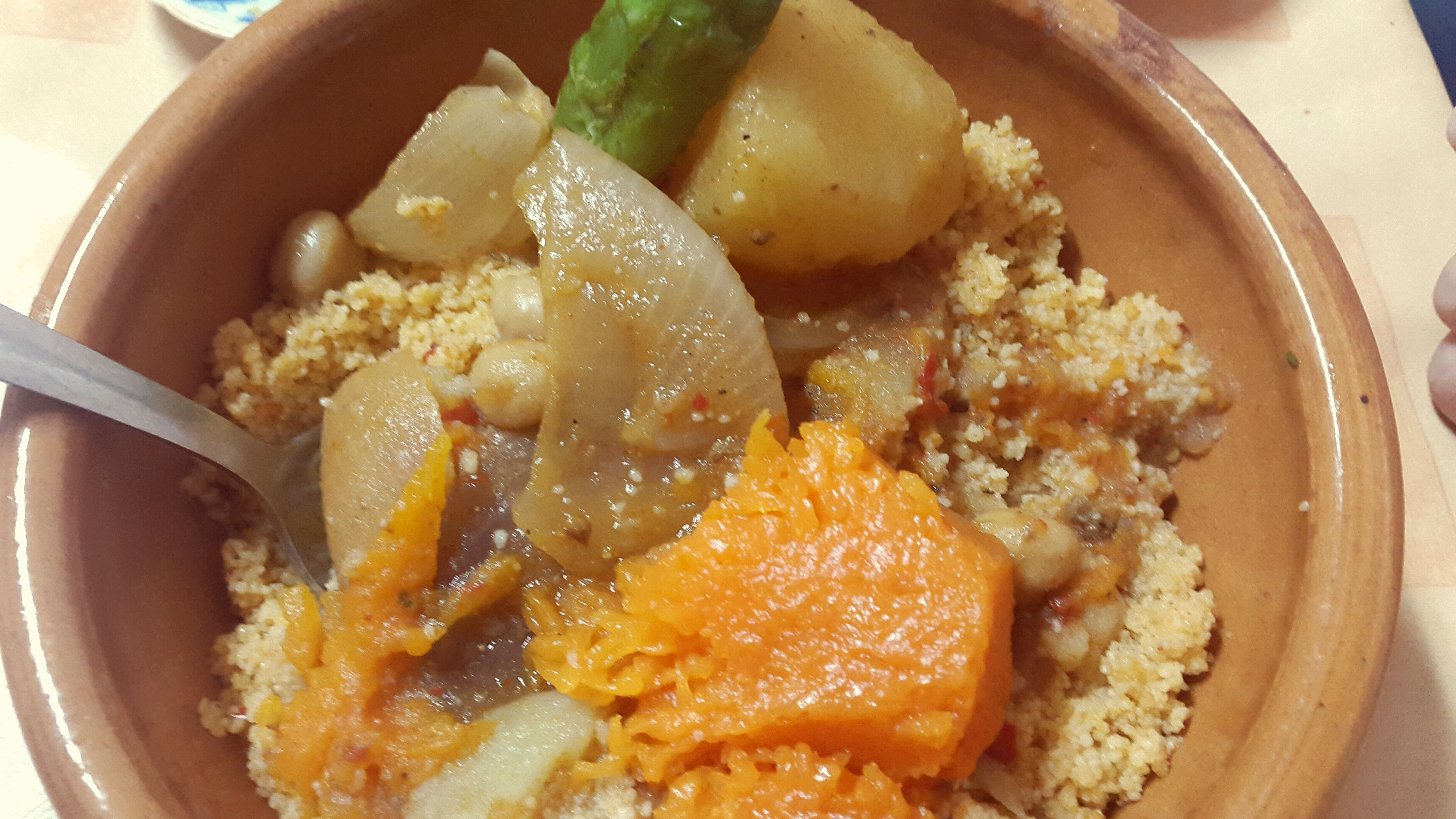
Vegetariánus kuszkusz
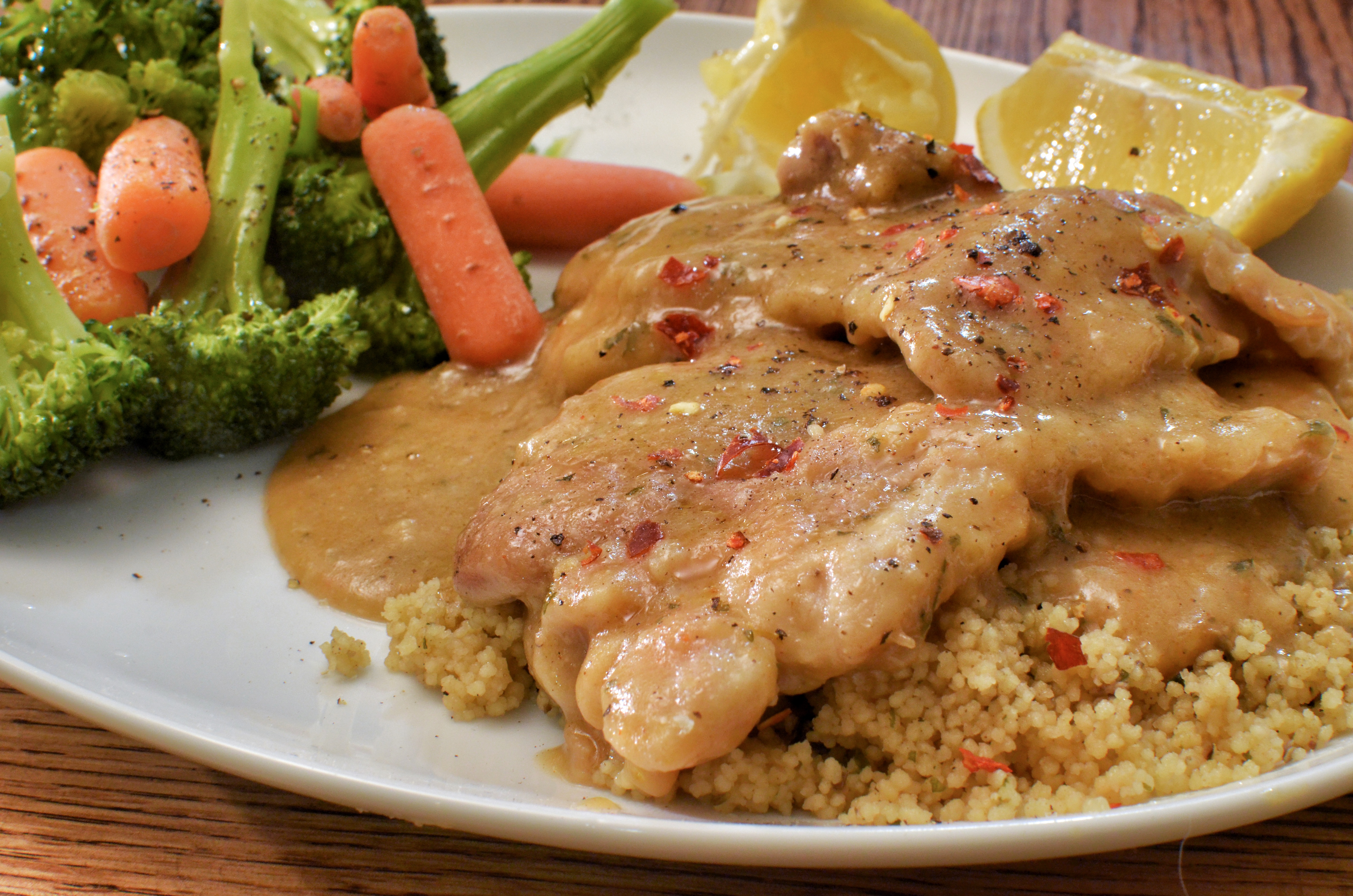
Csirke borban, kuszkuszalapon
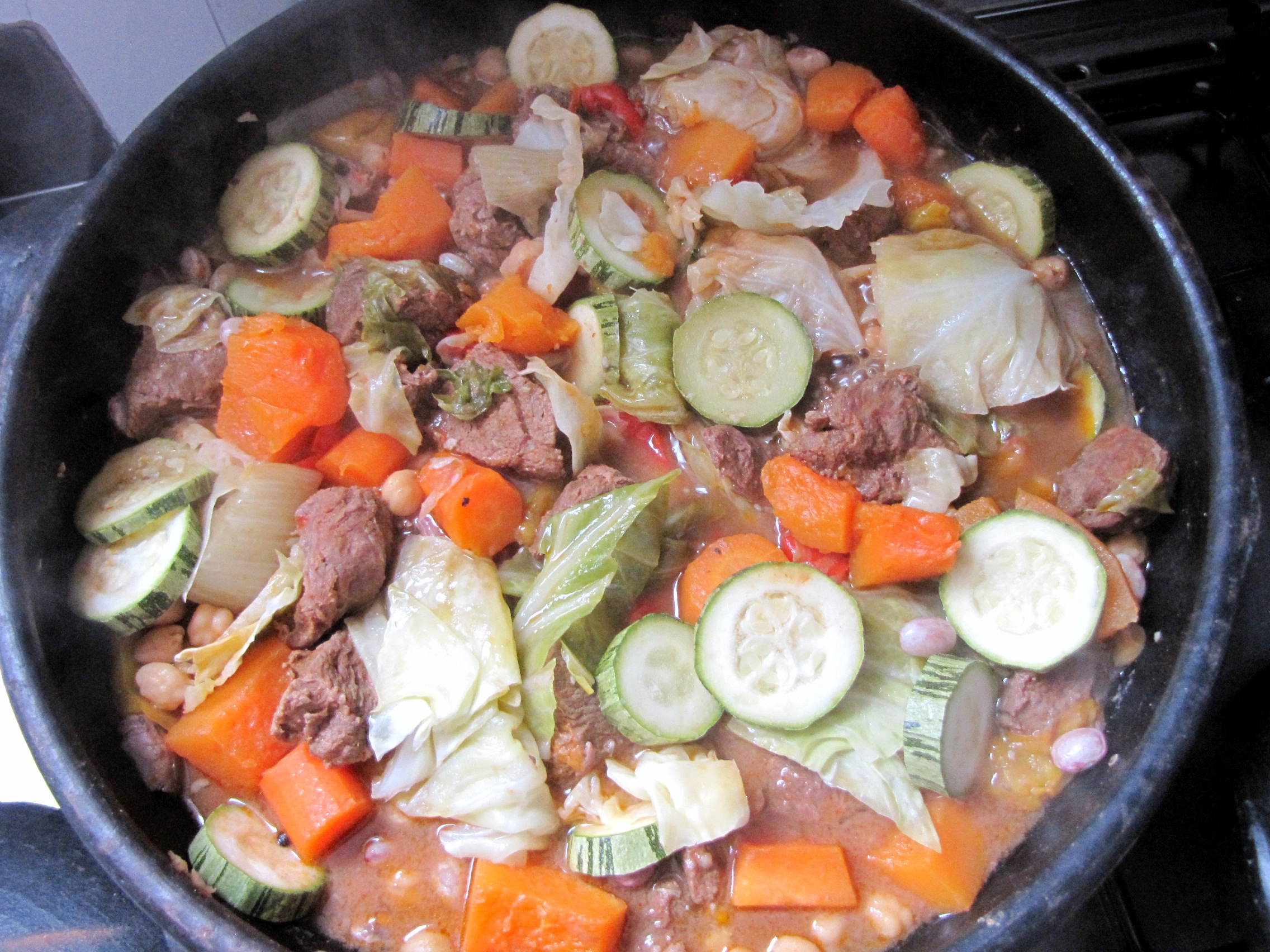
Tunéziai báránykuszkusz
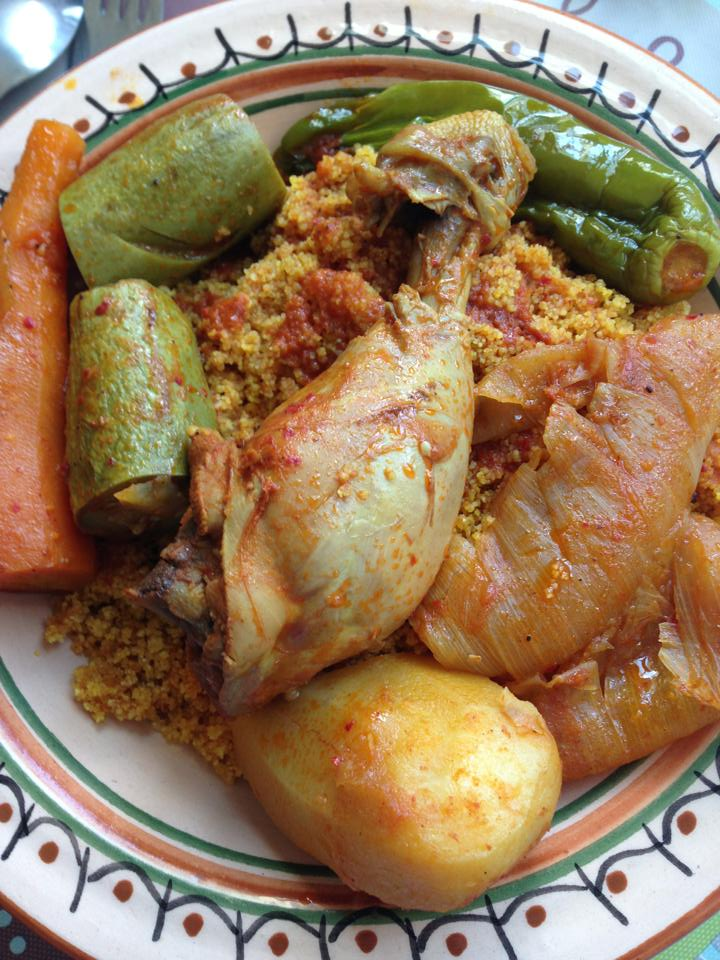
Tunéziai csirkés kuszkusz